# Ovenna vicaria
Ovenna vicaria là một loài bướm đêm thuộc phân họ Arctiinae, họ Erebidae.